# Bactiguard
Bactiguard är ett svenskt medicinteknikbolag, grundat 2005, vars affärsidé är att förhindra vårdrelaterade infektioner, minska antibiotika-användningen och rädda liv genom att utveckla och tillhandahålla infektionshämmande lösningar för sjukvården. Teknologin bakom Bactiguard härstammar från den svenske Nobelpristagaren i fysik Gustaf Dalén.
Företagets patenterade ytskikt bygger på en svensk innovation och förhindrar vårdrelaterade infektioner, den så kallade sjukhussjukan, genom att motverka bakterietillväxt på sjukvårdsprodukter. Sedan mitten av 80-talet har Bactiguards beläggning testats i ett 40-tal kliniska studier som omfattar över 100 000 patienter. De kliniska studierna visar att bolagets ytskikt i genomsnitt reducerar symptomatiska kateterrelaterade urinvägsinfektioner hos patienter med 33 procent.
Den största studien, som omfattar 27 000 patienter, visar liknande reduktion av bakterier i urinen och urinvägsinfektioner med 32 procent och indikerar en reduktion av urosepsis med 44 procent. I en klinisk studie har det även visats att Bactiguard-belagda venkatetrar (CVK) minskar antalet blodinfektioner med omkring 50 procent. Bactiguard®-belagda urinvägskatetrar är marknadsledande i USA och Japan. Under de senaste åren har bolaget tagit fram en egen produktportfölj av katetrar för urin- blod- och luftvägarna, som varit godkänd i sin helhet sedan 2013. Genom att motverka infektioner, minskar behovet av antibiotika, vilket förhindrar spridningen av multiresistenta bakterier. 
Bactiguard är inne i en stark expansionsfas med fokus på nya marknader i Europa, Mellanöstern, Asien, Sydamerika och södra Afrika. Företaget har en marknadsnärvaro på ca 50 marknader samt ett licensavtal med C.R. Bard, som innefattar USA, Japan, Irland och Storbritannien. Bactiguard har cirka 60 medarbetare, med huvudkontoret i Stockholm och produktionsanläggningar i Sverige och Malaysia. Niels Christiansen är VD. Bactiguard introducerades på Nasdaq Stockholm den 19 juni 2014.
I december 2014 flyttade huvudkontoret till KI Science Park i Huddinge. Det integrerade huvudkontoret gör det möjligt att samla all kompetens inom utveckling, forskning, produktion och centrala funktioner på ett ställe. En annan anledning till etableringen i det nya KI Science Park är närheten till forskning och utbildning på Karolinska Institutet och KTH samt sjukvården på Karolinska Universitetssjukhuset, som möjliggör ett ökat samarbete.
Företaget har varit i blåsväder då förluster har fortsatt samtidigt som bl.a. ordförande har erhållit höga arvoden. 
Eslöv kommun hänvisar till de negativa erfarenheter man dragit från samarbetet med Bactiguard när man idag avvaktar med att finansiera nyetableringar i kommunen. 